# Andrzej Anulewicz
Andrzej Anulewicz (ur. 3 lipca 1948 w Sokołowie Podlaskim) – polski polityk, spółdzielca, samorządowiec, senator V kadencji.

## Życiorys

### Wykształcenie i praca zawodowa
W 1966 ukończył Liceum Ogólnokształcące w Sokołowie Podlaskim. Następnie rozpoczął pracę w Gminnej Spółdzielni „Samopomoc Chłopska” w tym mieście. W latach 1979–1984 i ponownie od 1990 pełni funkcję jej prezesa. Kierował spółdzielnią gminną w Sterdyniu od 1976 do 1979. Przewodniczył też radzie nadzorczej Krajowego Związku Rewizyjnego Spółdzielni „SCh”. Został później prezesem tej organizacji.
Zasiadał w radzie nadzorczej ARiMR oraz Powiatowego Banku Spółdzielczego w Sokołowie Podlaskim. Działa w Krajowej Radzie Spółdzielczej (pełnił funkcję jej wiceprzewodniczącego) oraz w Polskim Związku Łowieckim.

### Działalność polityczna
Od 1966 do rozwiązania należał do Polskiej Zjednoczonej Partii Robotniczej. W latach 1987–1990 był z jej ramienia naczelnikiem Sokołowa Podlaskiego. Od 1998 do 2001 pełnił funkcję przewodniczącego rady powiatu sokołowskiego.
Od 1999 do 2005 kierował radą powiatową Sojuszu Lewicy Demokratycznej w Sokołowie Podlaskim. Bez powodzenia kandydował z listy tej partii do Sejmu w 1997. W wyborach parlamentarnych w 2001 z ramienia SLD został wybrany do Senatu w okręgu siedleckim. Zasiadał w Komisji Rolnictwa i Rozwoju Wsi oraz w Komisji Spraw Unii Europejskiej.
W 2005 przeszedł do Samoobrony RP, z której list bez powodzenia kandydował w wyborach parlamentarnych w tym samym roku i 2007 oraz do rady powiatu w wyborach w 2006. Od 2006 do 2007 był członkiem gabinetu politycznego ministra rolnictwa Andrzeja Leppera.

## Odznaczenia
W 1999, za zasługi w działalności na rzecz ruchu spółdzielczego, został odznaczony przez prezydenta Aleksandra Kwaśniewskiego Złotym Krzyżem Zasługi.

## Życie prywatne
Żonaty (żona Alicja, nauczycielka), ma córki Agnieszkę i Annę.